# Bolbaite

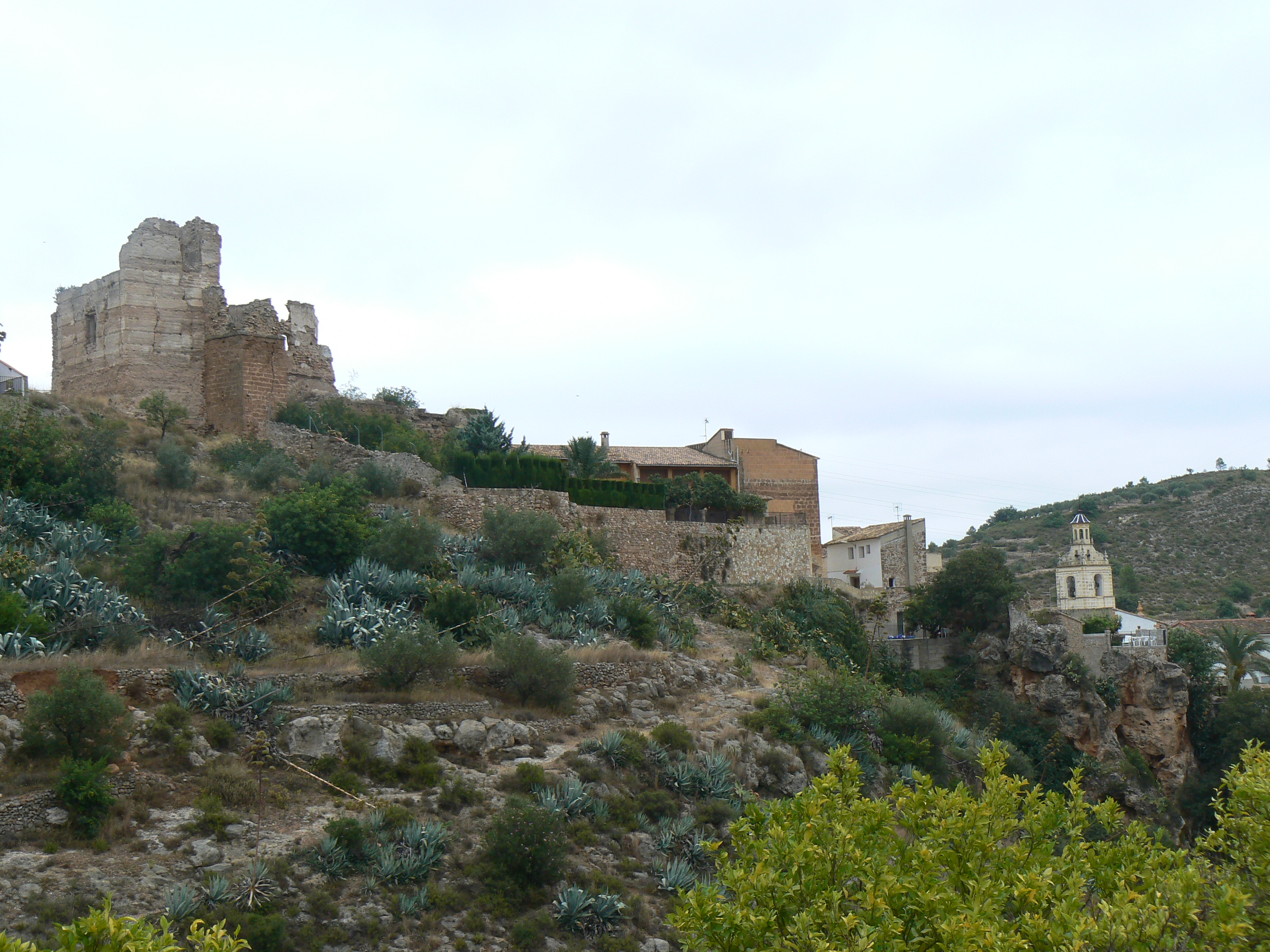

Bolbaite là một đô thị ở comarca Canal de Navarrés cộng đồng Valencia, Tây Ban Nha. Đô thị này có diện tích 40,39 km², dân số thời điểm năm 2006 là 1383 người.